# Die Weihe des Hauses
Ludwig van Beethovens Begleitmusik zu Die Weihe des Hauses ist eine Adaption seines früheren Werks Die Ruinen von Athen, op. 113.
Anlässlich der Neueröffnung des Josefstädter Theaters in Wien am 3. Oktober 1822 passte Marinekriegskommissär Carl Meisl das Festspiel Die Ruinen von Athen von August von Kotzebue an. Es entstand Die Weihe des Hauses. Meisl änderte dabei den Text, sodass die bisherige Musik Beethovens nicht vollständig zum Text passte, und ergänzte den Text Wo sich die Pulse, für den Beethoven eine neue Komposition erarbeitete (WoO 98). An der übrigen Begleitmusik änderte Beethoven wenig, fügte aber einen Schlusschor mit Violinsolo und Ballett ein, überarbeitete einen Marsch (op. 114) und schrieb die neue Ouvertüre (op. 124), da die ursprüngliche Ouvertüre als Nachstück nicht angemessen war.
Es war das erste Werk Beethovens, nachdem er seine Studien von J. S. Bach und Georg Friedrich Händel abgeschlossen hatte, und ist daher stark von diesen beeinflusst. Beethoven widmete die Ouvertüre dem Fürsten Nikolaus von Galitzin.

## Erstaufführung
Beethoven leitete die Erstaufführung am 3. Oktober 1822, dem Namenstag des Kaisers Franz, im Wiener Theater der Josefstadt und saß am Klavier. Die 400 verfügbaren Plätze des Theaters waren Wochen im Voraus ausverkauft. Anton Schindler spielte die erste Geige, Kapellmeister war Franz Gläser, als Tenor sang Michael Greiner. Obwohl Beethoven zu der Zeit noch ein wenig hören konnte, befand Anton Schindler, dass Beethoven keine größeren Orchester mehr leiten könne und die Qualität der Aufführung darunter gelitten habe. Dennoch war das Publikum begeistert und die Aufführung wurde an den nachfolgenden drei Tagen wiederholt.

## Aufbau der Ouvertüre
Max Unger gibt im Vorwort zur deutschen Ausgabe der Studienpartitur an: „Seinem jungen Vertrauten Anton Schindler erzählte er (Beethoven) vor der Abfassung der Ouvertüre, dass ihm dazu zwei Motive eingefallen seien, eins im freien Stile und eins im strengen Händelschen; als großer Verehrer dieses Meisters entschied er sich für das zweite, worunter wir uns natürlich das Thema der großen freien Fuge zu denken haben, und verlieh der Ouvertüre den Geist und die Form der Alten.“
Mit dem Geist und der Form der Alten meint er offensichtlich die französische Ouvertüre des Barocks mit ihrem langsamen und durch doppelt punktierte straffe Rhythmen gekennzeichneten  ersten Teil, dem in der hier vorliegenden Ouvertüre ein hymnisches, durchaus weihevolles Thema zugrunde liegt. (Dieses Thema könnte übrigens – entgegen der Annahme Ungers, Beethoven habe sich nur für ein Thema entschieden – mit dem Thema „im freien Stil“ gemeint sein.)
Die Ouvertüre – in strahlendem C-Dur – beginnt mit fünf einleitenden kurzen kadenzierenden Akkordschlägen im gesamten Orchester. Danach wird das Thema zunächst leise (pp) von den Holzbläsern vorgetragen, während die Streicher meist auf den leichten Taktteilen Pizzicato-Akkorde tupfen und Blechbläser und Pauken für den fast durchgängigen punktierten Rhythmus sorgen. Der Vordersatz endet nach 8 Takten in einer auffälligen Ausweichung nach e-Moll, um sich direkt darauf wieder in C-Dur fortzusetzen. Der Höhepunkt der melodischen Linie – das hohe C in Takt 18 – wird durch die etwas überraschende Doppeldominantharmonie (D7) in seiner Wirkung verstärkt. Darauf folgt die Wiederholung des 16-taktigen Themas, jetzt aber im f in den Holzbläsern, Hörnern und die deutlich hörbaren Streicher.
Diesem ersten sehr hymnischen Teil folgt nun etwas lebhafter (poco piu vivace) ein fanfarenartiger Einschub in den Trompeten, der durch einige Akkordschläge des Orchesters auf Tonika und Dominante gestützt und nach vier Takten zusätzlich von einer Art Fagottgirlande (mehr oder weniger auf- und absteigende Tonleitern) in Sechzehnteln grundiert wird. Der folgende Meno mosso-Teil führt zunächst ein neues Motiv ansatzweise fugenartig durch, das aber eher als Motivgeber für den folgenden Aufschwung und die Überleitung zum Hauptteil (die Fuge ab Takt 88) dient. Diese freie Fuge, die immer wieder von homophonen Passagen mit symphonischer Motivverarbeitung unterbrochen wird, wirkt in vielen Teilen trotz der Aussparung der Posaunen durchaus feierlich und gleichzeitig vor Leben sprühend.

## Sätze
Die oben beschriebene Ouvertüre, Beethovens op. 124, ist das erste Stück in nachfolgender Liste. Die anderen Nummern wurden, wie oben erwähnt, zum großen Teil aus der Musik zu den "Ruinen von Athen" adaptiert und dabei mit neuem Text versehen.
Musik zu Carl Meisls Gelegenheitsfestspiel, Hess 118  [51.19]
(Zeiten nach einer Aufnahme, zur Orientierung über die relative Länge der Sektionen)
Die Weihe des Hauses, Ouvertüre, op. 124  (10.52)
1. Unsichtbarer Chor. Folge dem mächtigen Ruf der Ehre!  (4.05)
2. Duett. Ohne Verschulden Knechtschaft dulden  (3.58)
3. Chor der Derwische  (2.37)
4. Marcia alla turca  (1.39)
5. Chor mit Sopran-Solo, WoO 98: Wo sich die Pulse jugendlich jagen. Laßt uns im Tanze  (6.03)
6. Marsch mit Chor, op. 114. Schmückt die Altäre!  (6.39)
7. Musik hinter der Szene [Melodram]. Es wandelt schon das Volk in Feierkleide (Rezitation)  (1.45)
8. Rezitativ, Chor, Arie mit Chor:

- - Rezitativ: Mit reger Freude, die nie erkaltet (1.59)
  - Chor: Wir tragen empfängliche Herzen im Busen (2.54)
  - Arie mit Chor: Will unser Genius noch einen Wunsch  (5.42)

1. Chor: Heil unserm Kaiser!  (3.57)